# Конвой Сайпан – Трук (10.11.43 – 14.11.43)
Конвой Сайпан — Трук (10.11.43 — 14.11.43) — японський конвой часів Другої світової війни, проведення якого відбувалось у листопаді 1943.
Вихідним пунктом конвою був острів Сайпан, де містилася головна японська база в Маріанському архіпелазі, тоді як пунктом призначення став атол Трук у центральній частині Каролінських островів, де ще до війни створили головну базу японського ВМФ у Океанії.
До складу конвою увійшли транспорти «Акібасан-Мару» (наприкінці жовтня прибуло на Маріанські острови з Японії з конвоєм № 3020) та «Окіцу-Мару» (в першій декаді листопада пройшло на Сайпан з Труку), тоді як охорону забезпечував есмінець «Асанагі».
Загін рушив у море 10 листопада 1943-го. На підходах до Сайпану та Труку традиційно патрулювали американські субмарини і вранці 14 листопада конвой перехопив підводний човен USS Apogon. Він витратив півтори години на зближення, після чого близько опівдня з дистанції 1,2 км та 2,6 км випустив по три торпеди в кожен з двох транспортів. Невдовзі одне з суден змінило курс, а есмінець охорони попрямував у район перебування USS Apogon, що свідчило про виявлення японцями торпедних слідів. Субмарина пішла на глибину, тоді як японський корабель протягом чверті години скинув три серії глибинних бомб, які не завдали USS Apogon жодної шкоди.
Назустріч конвою вийшов з Труку есмінець «Інадзума», який того ж 14 листопада 1943-го привів на Трук конвой № 3101. 15 листопада всі кораблі успішно досягнули Труку.